# Tamantit
Tamantit là một đô thị thuộc tỉnh Adrar, Algérie. Dân số thời điểm năm 2002 là 7.912 người.